# Isosaphanus ferranti
Isosaphanus ferranti är en skalbaggsart som beskrevs av Hintz 1913. Isosaphanus ferranti ingår i släktet Isosaphanus och familjen långhorningar. Inga underarter finns listade i Catalogue of Life.